# 로쿠도 무쿠로
로쿠도 무쿠로(일본어: 六道骸)는 가정교사 히트맨 REBORN!의 등장인물이다. 봉고레 패밀리의 수호자이다.

## 프로필
- 속성 : 안개(霧)
- 직급 : 고쿠요 중학교. 학생회장 대리, 봉고레 패밀리. 안개의 수호자(Guardiano Di Nebbia / 霧守護者)
- 연령 : 15세
- 생일 : 6월 9일
- 별자리 : 쌍둥이자리
- 혈액형 : ??형
- 신장 : 177.5 cm
- 체중 : 62 kg
- 출신국가 : 이탈리아
- 고향 : 불명
- 특징 : 오드아이(왼쪽 : 남색 / 오른쪽 : 붉은 색), 반존대
- 좋아하는 꽃말 : 완전무결[1]
- 좋아하는 색깔 : 검정(黑), 보라(紫)
- 취미 : 몽환산책(夢幻散步)[2]
- 좋아하는 음식 : 초콜릿,파인애플
- 싫어하는 음식 : 매운 맛
- 성우 : 이이다 토시노부(日) / 최승훈(韓)

## 개요
과거 이탈리아의 에스트라 네오 패밀리의 인체 실험의 실험체로 쓰였던 소년으로, 지독하리만치 고통스러웠던 인체 실험 과정에서 결국 세계에 대한 증오를 품게 된다. 그 당시 있었던 죠시마 켄, 카키모토 치쿠사와 함께 패밀리를 섬멸시키고 마피아의 섬멸을 시작으로 세계멸망을 목적으로 조직을 꾀어 움직인다. 에스트라 네오 패밀리를 섬멸시킨 것으로 인해 빈디체에 수감되었으나, 자신의 첫 번째 목적인 마피아의 섬멸을 위해 빈디체를 탈옥하고 마피아들 중 가장 강력한 권력을 지닌 봉고레 패밀리의 차기 10대 보스인 츠나가 있는 일본 나미모리 마을로 쳐들어온다. 나미모리 마을과 이웃해 있는 고쿠요 중학교에 잠입하고 점거했으며, 폐쇄된 유원지 고쿠요 랜드를 거점으로 츠나를 죽이기 위해 활동해오나 정보가 너무 부족해 결국 마피아 세계의 랭킹검색의 달인인 후타를 납치해 세뇌시키려 한다. 하지만 침묵의 룰인 오메르타를 지키기 위해 후타는 입을 열지 않았고 결국 무쿠로는 후타가 전에 작성한 나미모리 마을 싸움 랭킹을 이용해 츠나를 수색한다. 싸움 랭킹에 등록된 사람들을 하나하나씩 습격해 그들의 이를 습격한 순서의 숫자만큼 빼는 형식으로 공격한다. 사건을 조기에 감지하고 무쿠로 토벌을 명령받은 츠나, 고쿠데라, 야마모토, 비앙키, 리본 일행과 전투를 벌이고, 결국은 츠나의 하이퍼 모드의 앞에 패배한 후 빈디체 감옥의 최하층에 수감된다. 그 후 링 쟁탈전에서 자신과 계약한 크롬, 죠시마 켄, 카키모토 치쿠사와 다시 등장한다. 미래편에서는 5년 후 시점에 크롬, 켄, 치쿠사가 무쿠로의 탈옥을 시도하다가 실패했으며, 밀피오레 본부에 귀도 그레코라는 청년을 이용해 잠입했으나 뱌쿠란의 술수에 걸려 잠시 공백기를 가졌다. 그 후 프랑과 10년 후 고쿠요 멤버들의 협력으로 빈디체에서 탈옥한다. 그리고 10년 전 현재에도 데이몬이 일으킨 시몬간의 항쟁에서 그 공을 인정받아 특별히 빈디체에서 출소했다.

## 육도윤회(六道輪回)
실험체로 살아갈 동안 무쿠로는 인체실험에서 전생의 기억이 새겨진 오른쪽 눈을 이식받는다. 그 눈의 힘으로 인해 무쿠로는 6개의 내세(來世)를 돌면서 받은 6개의 전투능력을 얻게 되었으며, 이 강력한 힘으로 인해 에스트라 네오 패밀리를 섬멸하는 위력을 발휘한다.
- 첫 번째 길. 지옥도(第一道. 地獄道)
  - 악몽의 환각으로 상대방의 정신을 영원히 파괴시켜버리는 능력이다.
- 두 번째 길. 아귀도(第二道. 餓鬼道)
  - 상대방의 기술을 빼앗아 본인이 사용하는 능력으로, 빙의 상태에도 사용 가능하다.
- 세 번째 길. 축생도(第三道. 畜生道)
  - 살상능력(殺相能力)이 있는 맹수들을 소환하는 능력이다.
- 네 번째 길. 수라도(第四道. 修羅道)
  - 전투력을 증강하는 능력으로, 이 능력을 발휘할 때 오른쪽 눈에서 보라색 필살염이 발화한다.
- 다섯 번째 길. 인간도(第五道. 人間道)
  - 육도윤회의 능력 중 가장 강력하고 위험한 능력으로, 모든 육도윤회의 능력이 폭발적으로 상승한다. 이 능력을 발휘할 때 자신의 오른쪽 눈을 찔러 피투성이가 된 후[4] 전신에서 흉악한 검은 오라가 발산된다.
- 여섯번째 길. 천계도(第六道. 天界道)
  - 상대방을 세뇌시켜 마인드컨트롤을 하는 능력으로, 마인드컨트롤을 푸는 방법은 마인드컨트롤에 걸린 사람이 가장 원하는 말을 맞추는 것이다.

## 무기
- 삼지창(三指槍)
  - 무쿠로 본인이 지닌 창으로, 3단으로 나뉘어 있어서 탈부착 및 신축도 가능하다. 또한 이 창으로 대상을 찌르면 그 대상의 몸에 빙의하는 것이 가능하다[5].

- 빙의탄(憑意彈)
  - 무쿠로가 지닌 특수탄으로, 에스트라 네오 패밀리가 개발했던 특수탄이다. 말 그대로 이 탄을 뇌에 맞으면 맞은 사람은 다른 사람의 몸에 자신의 영혼을 빙의시킬 수 있는 체질로 변한다. 탄과의 궁합이 완벽하지 않으면 사용도 못 할 뿐더러 너무도 잔혹한 사용법으로 인해 마피아 세계에서는 빙의탄의 존재를 금지하고 제조법을 땅에 묻었다고 한다. 마인드컨트롤과는 달리 머리부터 발끝까지 빼앗아 지배하기 때문에 무쿠로 본체를 쓰러뜨리지 않는 이상 절대로 풀리지 않는다.

- 말로키오 헬 링(Malaccio[6]. Hell Ring)
  - 세계에 6개밖에 존재하지 않는 안개 속성의 저주받은 링인 헬 링 중 하나이다.

- 가시나무 모양의 헬 링
  - 세계에 6개밖에 존재하지 않는 안개 속성의 저주받은 링인 헬 링 중 하나이다.

- 헬 링 박스
  - 미래에서 뱌쿠란과의 싸움으로 인해 파손된 박스로, 안에 무엇이 들었는지는 불명이다.

- 봉고레 박스(Vongola Box)
  - 자세한 것은 봉고레 박스 참조

- 봉고레 기어(Vongola Gear)
  - 자세한 것은 봉고레 기어 참조

- 환술을 실체로 바꾸는 병기
  - 무지개의 대리전쟁에서 베르데가 고쿠요에게 만들어준 병기로, 말 그대로 안개의 필살염을 이용해 만든 환각을 일시적으로 진짜로 바꿀 수 있는 병기이다.

## 기술
- 환각(幻覺)
  - 지옥도의 힘을 이용해 펼치는 환각으로, 초기엔 육도윤회의 힘을 전부 다 사용해서 싸우는 무쿠로였지만 요즘은 웬만한 상대는 전부 다 환각으로 처리하는 듯하다.

- 능력 복사
  - 아귀도의 힘을 이용해 상대의 기술을 뺏어 사용하는 기술이다. 비앙키, 고쿠데라, 켄, 치쿠사의 몸에 한꺼번에 빙의하면서 그들의 기술을 전부 다 사용했었다.

- 맹수 소환
  - 축생도의 힘을 이용해 살상능력이 있는 짐승들을 소환하는 기술로, 무쿠로는 주로 독사(毒蛇)를 많이 소환한다.

- 격투
  - 수라도의 힘을 이용해 격투 능력을 증강시켜 싸우는 기술로, 한 번 상대를 지나가는 순간 무시무시한 공격을 퍼부어도 상대는 알아차리지 못한다.

- 최강 형태
  - 인간도의 힘을 이용해 파워업하는 기술로, 전신에 흉측한 검은 흉터가 생기면서 흉악한 검은 오라를 발산한다.

- 마인드컨트롤
  - 천상도의 힘을 이용해 대상을 세뇌시키는 기술로, 란치아나 후타를 이 기술로 조종했었다.

- 유환각(有幻覺)
  - 보통 환술이 아닌 환술에 환술을 덧씌워 진짜를 만드는 환각으로, 환술로 이루어져 있다고 해도 그 공격은 진짜이기 때문에 데미지를 입는다. 하지만 너무 리얼한 나머지 실체 이상의 힘을 가질 수 없다는 것이 단점이다.

- 빙의(憑意)
  - 빙의탄과 삼지창을 이용해 대상에 자신의 영혼을 빙의하는 기술로, 한꺼번에 다수의 인간에게 빙의하는 것도 가능하다.

- 윤회전신(輪回傳身)
  - 일반 빙의와는 달리, 자신의 몸과 맞으면서 자신의 영혼과도 교감을 나눌 수 있는 특이체질을 지닌 인간과 빙의하는 기술이다. 특이체질을 지닌 인간과 빙의를 하면 그 인간의 몸을 빌려 자신이 약간의 시간 동안 실체화할 수 있으며 실체화가 풀린 다음에도 그 인간과 지속적으로 교감을 나눌 수 있다. 현재 무쿠로는 빈디체에 수감되어 있기 때문에 계약자인 크롬과 이 상태를 유지할 수 있으며, 특이체질인 크롬도 무쿠로와의 계약으로 인해 내장이 환각으로 복원되어 생명활동을 할 수 있는 것이다.

- 겐쥬우 가가이아
  - 무지개의 대리전쟁에서 사용한 기술이다. 무쿠로 상상 속의 괴수를 실체화한 것으로, 빈디체의 모자와 코트를 없애는 데 성공했다. 하지만 무쿠로 혼자서만 사용할 경우에는 공격력과 방어력이 떨어진다. 축생도(第三道. 畜生道)의 힘이 베이스인 듯하다.

- 겐쥬우 무가이아
  - 무지개의 대리전쟁에서 사용한 기술이다. 베르데의 장치를 착용한 크롬과 함께 사용한 기술이다. 원래는 프랑과 함께 사용하는 것이었다고 하며, 겐쥬우 가가이아보다 공격력이나 방어력이 두 배로 좋아진다.